# Scipione Castello
Scipione Castello è una località della frazione di Scipione, nel comune di Salsomaggiore Terme, in provincia di Parma.
Poco più a valle di Scipione Castello, si trova la località di Scipione Ponte.
Scipione Castello dista 1,53 km da Salsomaggiore Terme e circa 33 km da Parma.

## Geografia fisica
Il borgo sorge sulla sommità di un rilievo collinare appenninico, a poca distanza dal torrente Stirone e dal suo parco, in posizione dominante sulla pianura Padana.

## Storia
La storia del piccolo borgo medievale è strettamente connessa a quella del suo castello, edificato secondo la leggenda sulle rovine di una villa romana, costruita dal console Gneo Cornelio Scipione Calvo, zio di Publio Cornelio, appartenente alla gens Cornelia, nota anche con il nome latino Scipione. Il maniero fu costruito nel 1025 dai marchesi Pallavicino, nel contesto del controllo strategico della valle dello Stirone, insieme ad altre fortificazioni, tra cui il castello di Vigoleno, il castello di Bargone e il castello di Contignaco. La posizione delle strutture risultava all'epoca di importanza fondamentale per la difesa dei numerosi pozzi di sale, di cui i Pallavicino erano i maggiori produttori della regione; per questo motivo all'epoca la fortificazione era conosciuta anche come "Castello del Sale".
Nel 1145 il Comune di Piacenza investì Oberto I Pallavicino del feudo di Scipione, che dal 1221 passò al ramo del marchese Manfredo.
Nel 1407 in seguito a duri scontri Ottobuono de' Terzi espugnò il castello, che restituì ai Pallavicino solo in seguito alla cessione di Borgo San Donnino per Cortemaggiore.
Nel 1776 si estinsero i Pallavicino del ramo di Scipione, con Dorotea, moglie del duca Carlo Sforza Fogliani d'Aragona; i loro discendenti mantennero il possesso del castello anche in seguito agli editti napoleonici del 1805 relativi all'abolizione dei diritti feudali nel ducato di Parma e Piacenza.
Durante la seconda guerra mondiale la fortezza, donata agli inizi del XX secolo all'Opera Nazionale Orfani di Guerra, fu trasformata in campo di concentramento per nemici stranieri e per prigionieri politici; in seguito all'armistizio dell'8 settembre 1943, il castello fu utilizzato dalle armate tedesche come campo di smistamento prima della deportazione definitiva verso i lager nazisti in Germania.

## Monumenti e luoghi d'interesse

### Castello

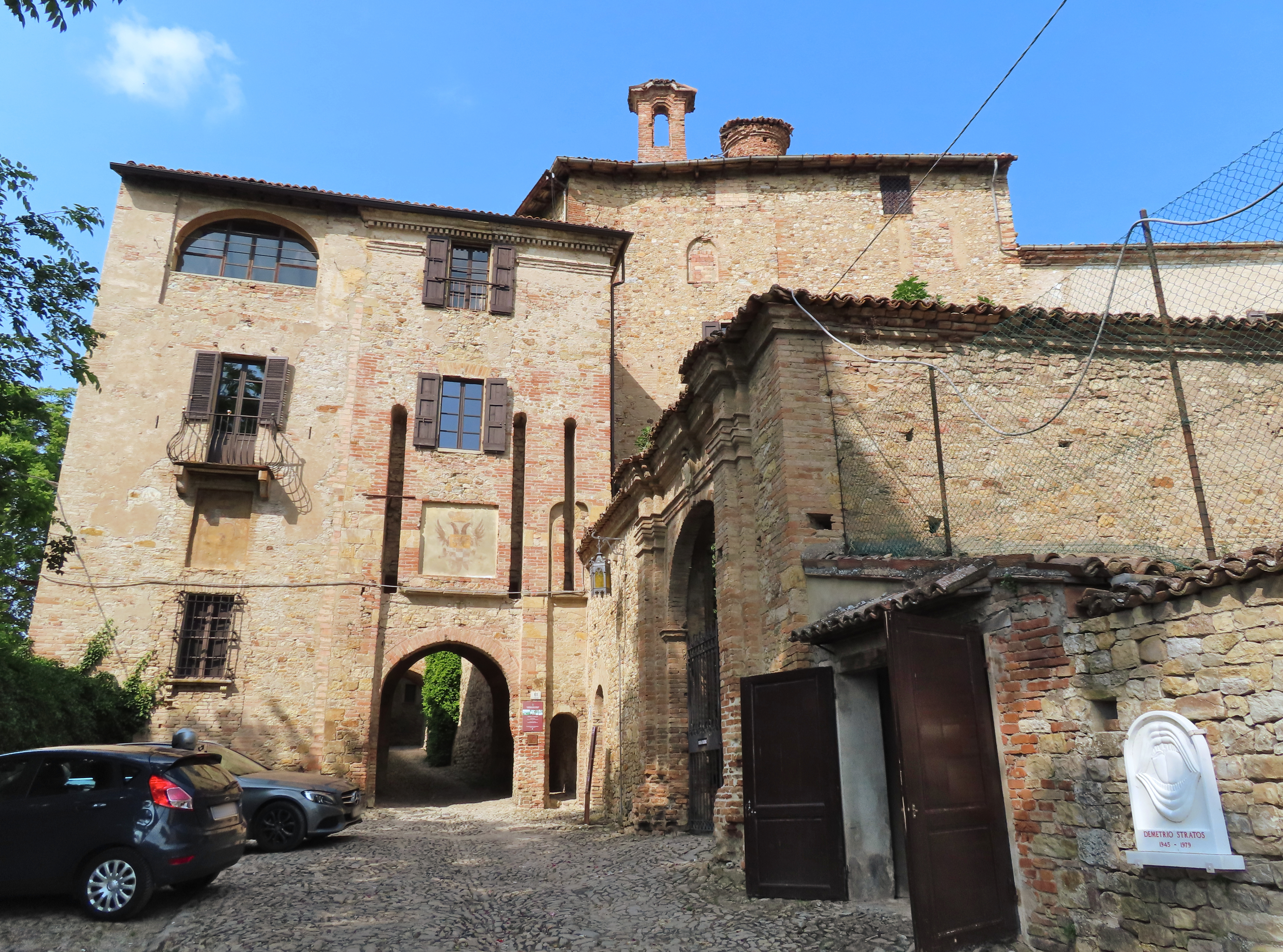
Torre sud-ovest e lato sud del castello

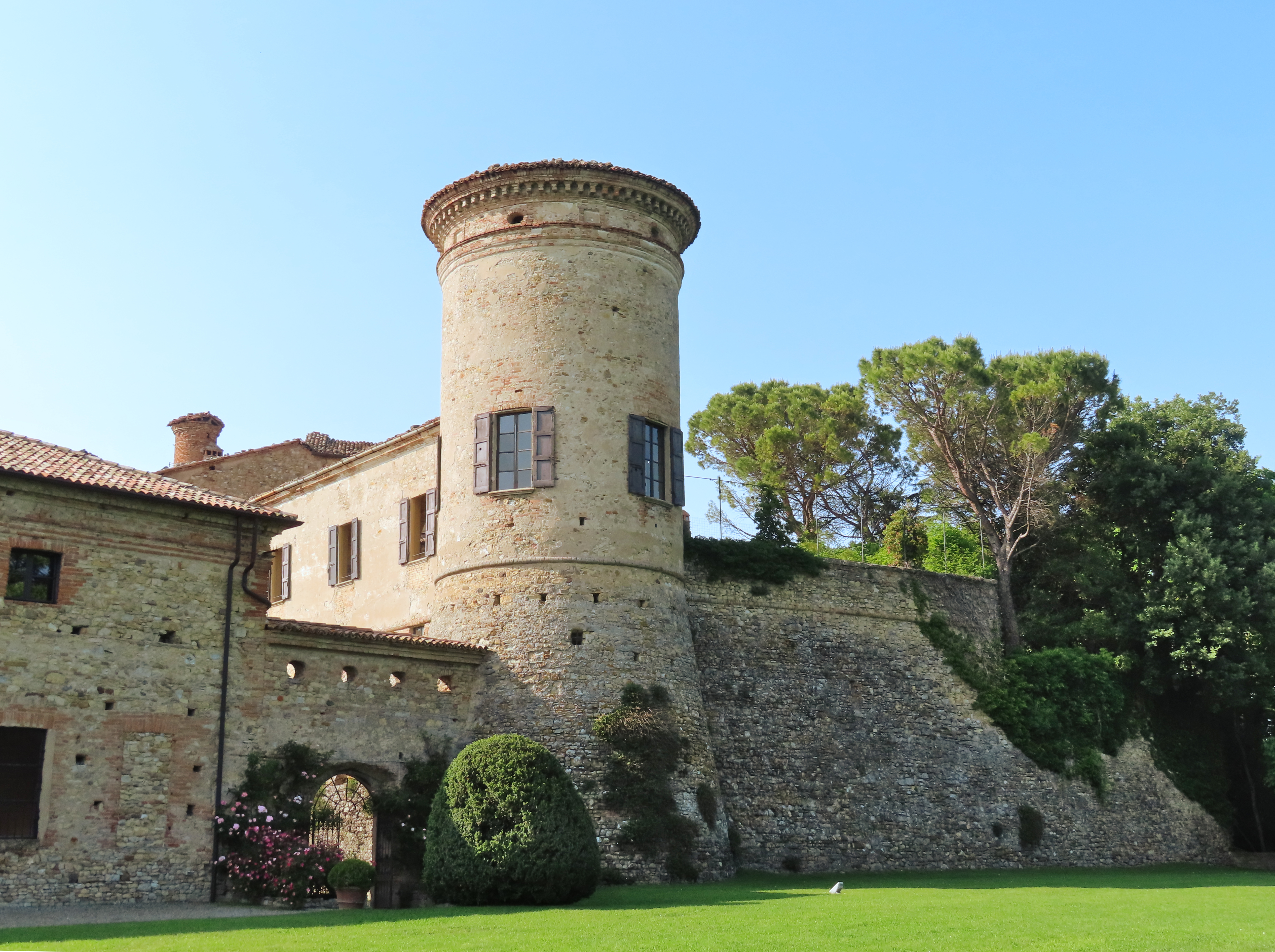
Torre sud-est del castello

Edificato nel 1025 dai marchesi Pallavicino, il castello, ricostruito nel 1447 in seguito a pesanti attacchi e trasformato nel XVI secolo in elegante dimora nobiliare, appartenne quasi ininterrottamente alla casata e ai suoi eredi Sforza Fogliani d'Aragona fino alla prima guerra mondiale; donata in seguito all'Opera Nazionale Orfani di Guerra, nel 1969 l'antica fortezza fu acquistata dal conte Christian Frederik Per von Holstein, che la intestò alla moglie Maria Luisa Pallavicino, discendente dell'antica stirpe. Aperto al pubblico dal 2008, il maniero fa parte del circuito dei castelli dell'Associazione dei Castelli del Ducato di Parma, Piacenza e Pontremoli; risultano visitabili, oltre all'antico ingresso e al Cortile d'Onore, la Galleria degli Antenati, il Salotto Blu, la Sala delle Armi, la Sala da Pranzo imbandita "alla russa", la Sala da Pranzo Rossa, il Salone Giallo, il Salottino del Diavolo, il Corridoio di Santa Barbara, la biblioteca, il loggiato panoramico e le sale dell'ala nord.

### Chiesa di San Silvestro

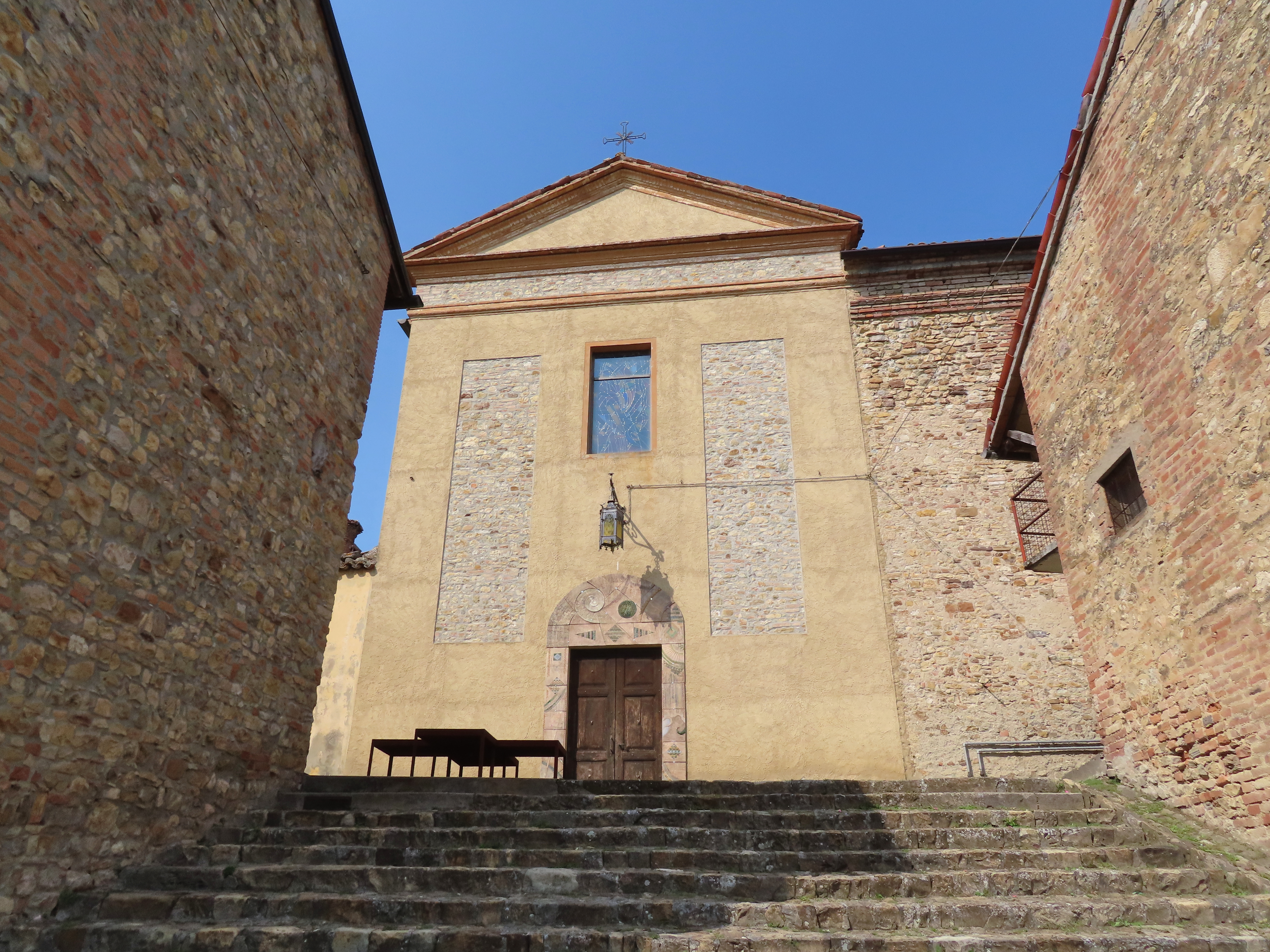
Facciata della chiesa di San Silvestro

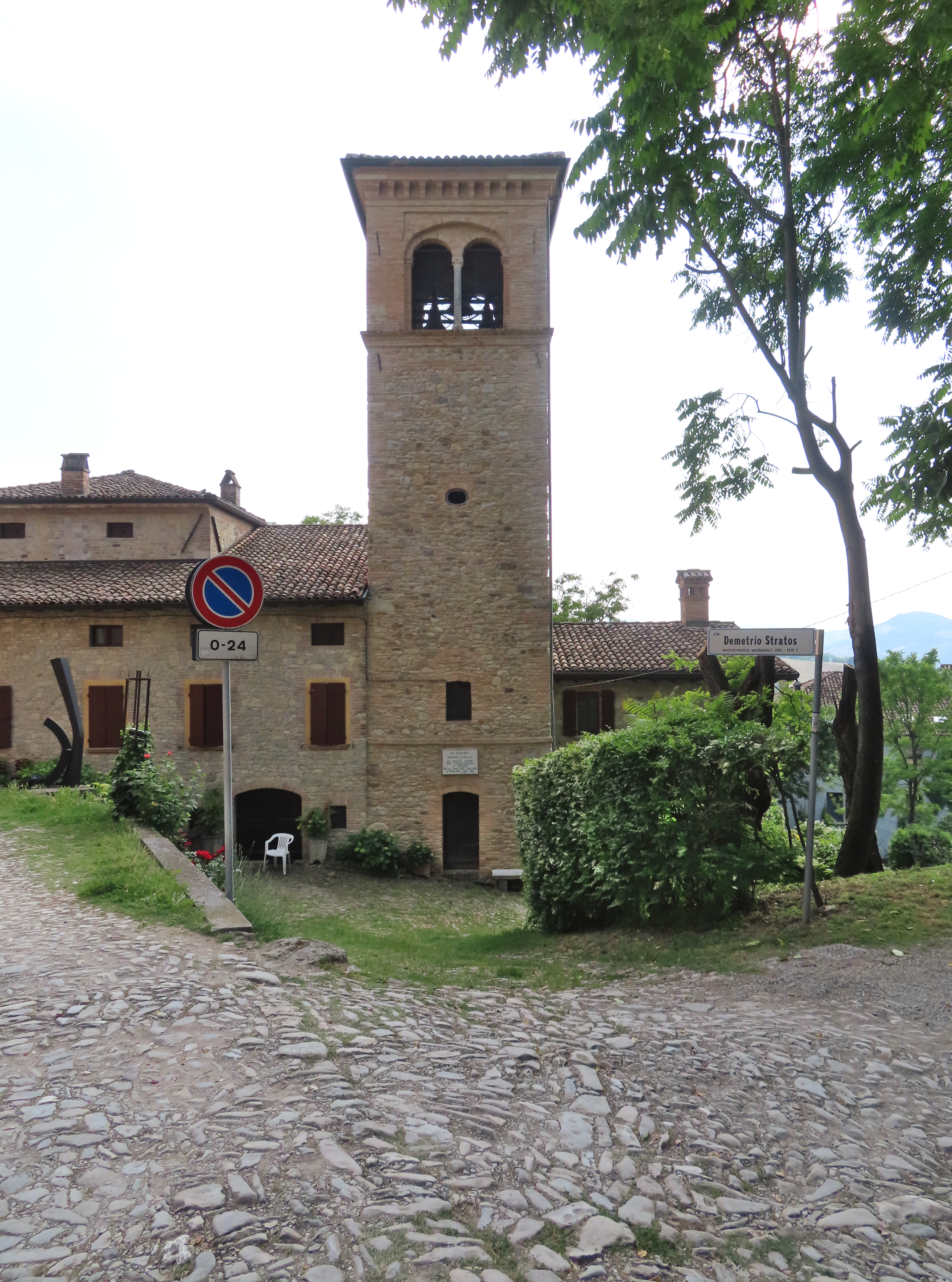
Campanile dell'antica chiesa di San Silvestro

Edificata in origine probabilmente nel X secolo, la chiesa medievale fu ristrutturata più volte e abbattuta alla fine del XVIII secolo, conservando solo la torre campanaria; il nuovo tempio fu ricostruito in stile neoclassico tra il 1787 e il 1790 accanto al Cortile d'Onore del castello; la facciata fu aggiunta nel 1879.

### Cimitero
Costruito a partire dal 1887 sul luogo dell'antico cimitero e sui resti dell'oratorio di Sant'Antonio, il camposanto ospita la tomba di Demetrio Stratos, cantante, musicista e ricercatore vocale, scomparso nel 1979 all'età di 34 anni.

## Eventi
Nel borgo è presente il circolo culturale "Scipione Castello 56", che si caratterizza per diverse creazioni artistiche e per l'organizzazione di alcune manifestazioni culturali, tra cui, annualmente, in estate il memorial Demetrio Stratos.